# Philereme hastedonensis
Philereme hastedonensis là một loài bướm đêm trong họ Geometridae.